# Ramundeboda kloster

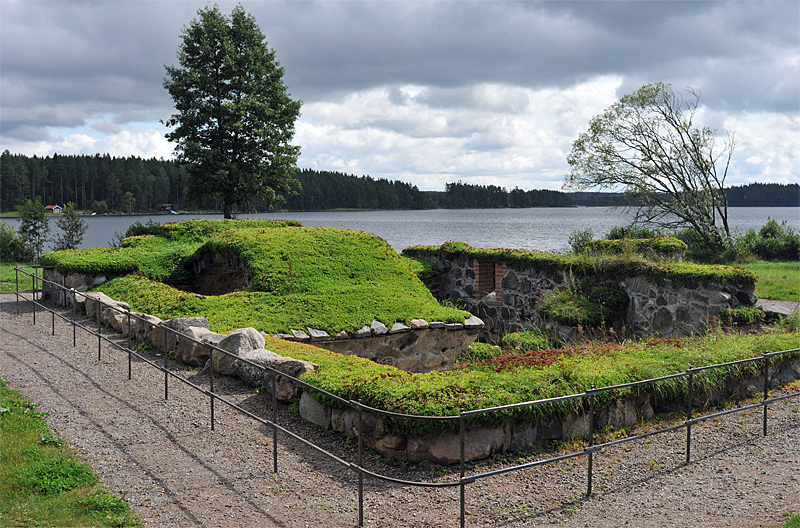
Ramundeboda klosterruin 2012.

Ramundeboda kloster (uttalas ramúndeboda) är ett tidigare svenskt konvent, som låg vid Borasjön i Tiveden i Närke, vid gränsen till Västergötland. Klostret tillhörde Sveriges enda församling för Antoniterorden.

## Historik

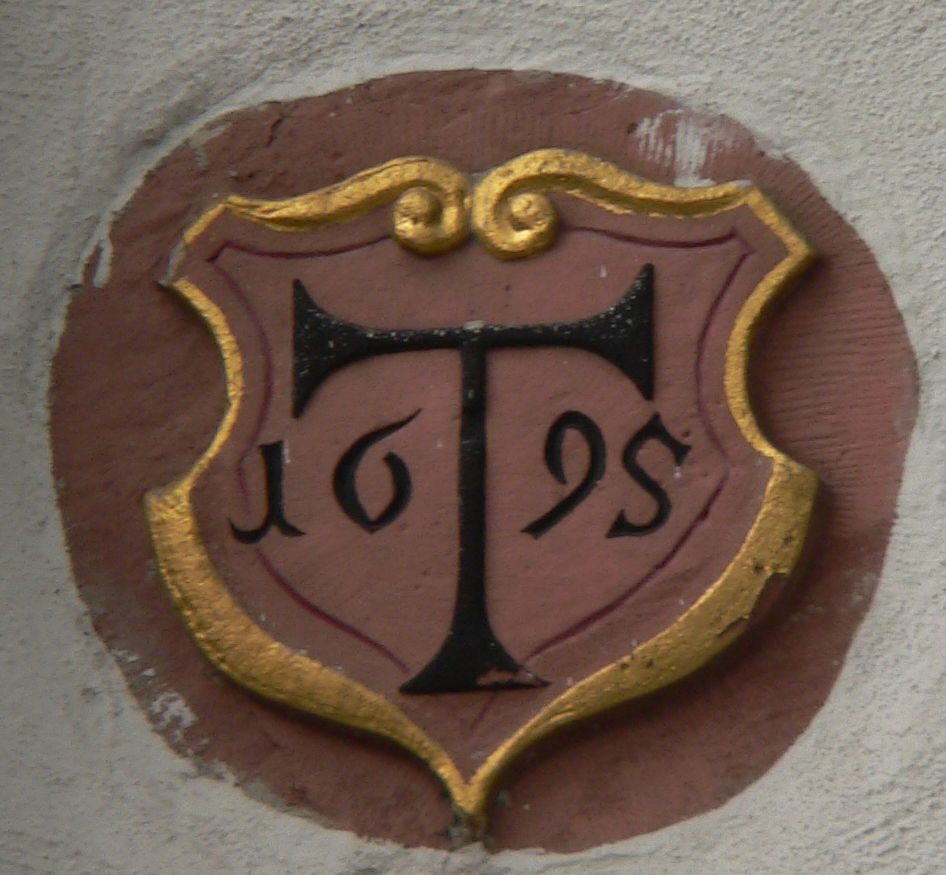
En bild av Antoniterorderns symbol, Taukorset, från ett tidigare kloster i Frankfurt-Höchst.

Redan på 1100-talet omnämns Ramundeboda som en viktig rastplats och Ramundeboda var en av stationerna vid kungars Eriksgata. Ramundeboda kloster nämns i skriftliga källorna flera gånger mellan 1475 och 1530, och Munkastigen i Tiveden gick längs med klostret vidare mot Olshammar och via Vättern till andra kloster såsom Vadstena. Klostret drevs av antoniterorden. Antoniterordern ägnade sig mycket åt sjukvård, samt erbjöd mat och boende för pilgrimer och resande. År 1527 konfiskerades tillgångarna för Antoniterordern såväl som andra kloster och konvent till kronan av Gustav Vasa. Efter att antoniterorderns verksamhet upphört fortsatte platsen att användas som gästgiveri och härbärge fram till mitten av 1800-talet. Vid utgrävningen i början av 1900-talet hittades mynt från slutet av medeltiden samt från alla kungar från Gustav Vasa till Karl XII.
Området är också ursprungsplatsen för Ramundeboda kyrka som flyttades till Laxå 1898-1899 för att finnas på en mer central plats i Ramundeboda socken. Kyrkan har enligt handlingar i Laxå Bruks arkiv haft en föregångare vilken kan ha varit från 1500-talet och därför kan ha haft direkt samband med klostret.

## Beskrivning
Platsen för klostret är omkring 110×70 meter stort. Det finns lämningar av en byggnad med en dubbelkällare, varav den ena har sitt valv intakt. Det har funnits en dörr mellan källarrummen, och i den södra väggen finns en fönsteröppning. Det östra rummet har en trappa, vilken ledde ut ur byggnaden.
VId nuvarande kyrkogård finns en stenmur, som kallas "Munkarnas mur". Denna antas vara en början till en aldrig fullvärdigad kyrka, som synes vara tänkt att bli drygt 43 x 20 meter. Muren har en bredd på omkring 1,7 – 1,8 meter.
Det finns även lämningar av en tegelugn, en kakelugn samt mer eller mindre väl bevarade muravsnitt.

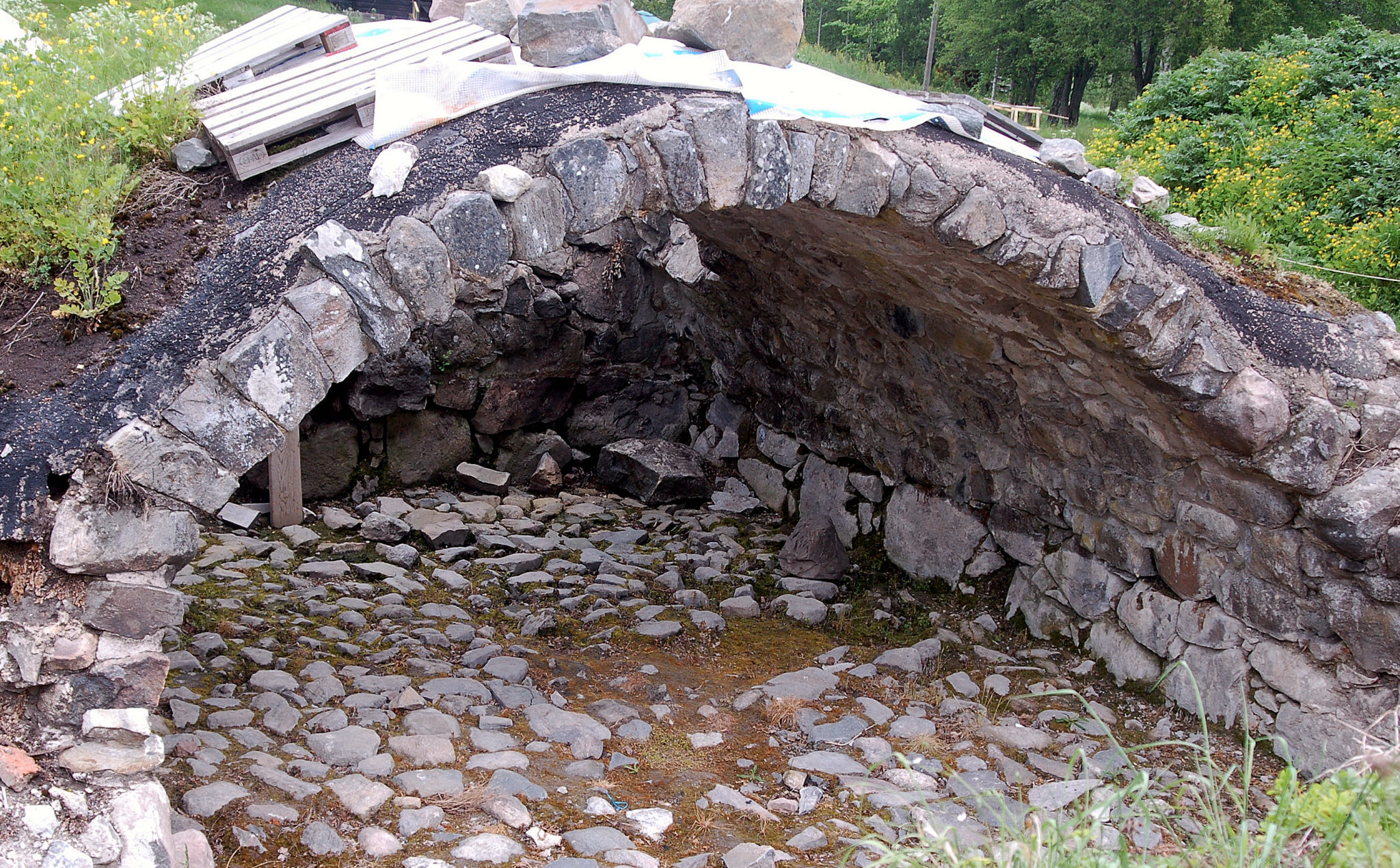
Dubbelkällaren under restaureringen.

## Arkeologiska utgrävningar
En omfattande arkeologisk undersökning genomfördes år 1910–1912. Då undersöktes bland annat dubbelkällaren. Vid den utgrävningen verkar ett område om cirka 2–3,5 meter runt dubbelkällaren ha schaktats. Även ett bredare avsnitt på dubbelkällarens vänstra sida schaktades ett avsnitt om 6–7 meter och med okänt djup bort. Innanför murarna frilades en yta och det där fanns fynd som daterades till allt från 1400 till 1700-talet. Dessa utgrävda områden är återfyllda och det är idag oklart om detta skedde i samband med undersökningen eller vid ett senare tillfälle.
År 2007 genomfördes en arkeologisk undersökning för att förbereda en restaurering av dubbelkällaren. 
Under 2008–2010 restaureras en av källarruinerna. Då hittades bland annat en tidigare okänd fönsteröppning, mynt från 1500–1600-talet samt fönsterglas som kan vara från medeltiden.

## Nutid
Idag ligger platsen strax intill en stor rastplats längs med E20 och arkeologiska utgrävningar och restaureringar syftar till att göra ruinerna mer lättillgängliga för besökare.